# Di-sec-butylether
Di-sec-butylether ist eine bei Raumtemperatur flüssige chemische Verbindung aus der Gruppe der Ether, genauer ein Gemisch von drei stereoisomeren Ethern. Die Verbindung ist wie die meisten Dialkylether relativ reaktionsträge.
Konstitutionsisomere sind Di-n-butylether, Diisobutylether und Di-tert-butylether.

## Stereochemie
Di-sec-butylether enthält zwei gleichsubstituierte Stereozentren. Folglich gibt es drei Stereoisomere:
- (R,R)-Di-sec-butylether,
- (S,S)-Di-sec-butylether und
- meso-Di-sec-butylether.

In der praktischen Verwendung ist nur das Gemisch dieser drei Stereoisomeren relevant.

## Gewinnung und Darstellung
Di-sec-butylether kann durch Hydratisierung von 1-Buten in Gegenwart eines Katalysators gewonnen werden.

## Eigenschaften
Di-sec-butylether ist eine farblose Flüssigkeit, die sehr schwer löslich in Wasser ist.

## Sicherheitshinweise
Die Dämpfe von Di-sec-butylether können mit Luft ein explosionsfähiges Gemisch (Flammpunkt 25,6 °C) bilden.